# 一身是胆 (1972年电影)
《一身是胆》，是1972年杨苏执导、王羽等出演的电影作品，该电影由三个故事组成。

## 電影內容
故事由三个故事组成。第一个故事《陌生人》讲的是一个人为了给一个女歌手出气，结果被黑帮缠上，后来在救出女歌手后被暗杀；第二个故事《守墓人》讲的是一个人与盗贼团发生争斗的故事；第三个故事《報仇人》讲的是一个人为了报仇，与一个盗贼团发生了关系。

## 演员
- 王羽
- 翼原
- 张冲
- 陈鸿烈
- 王凯
- 蔡弘
- 李湘
- 山茅

## 備註
1. ↑  黄仁. . 2004年.
2. ↑  林贊庭. . 2003年.
3. ↑  . 1993年.

## 外部連結
- 豆瓣电影上《一身是胆》的資料 （简体中文）
- 香港影庫上《一身是胆》的資料（繁體中文）
- 互联网电影数据库（IMDb）上《一身是胆》的资料（英文）
- 观看地址 （页面存档备份，存于）